# عادل اسکندر
عادل اسکندر (عربی: عادل اسکندر؛ زادهٔ ۱۵ مارس ۱۹۷۷) روزنامه‌نگار، نظریه‌پرداز تحلیلگر و نویسنده اهل مصر است.
عادل اسکندر (با نام مستعار عادل اسکندر فراگ) نویسنده چندین اثر در رسانه‌های عربی است که برجسته‌ترین آنها، تجزیه و تحلیل ایستگاه ماهواره‌ای عرب الجزیره است.
او هم‌اکنون سردبیر مجله e-zine Jadaliyya است.